# Commission internationale de l'Escaut
Pour les articles homonymes, voir CIE.
Pour les articles homonymes, voir Commission internationale (homonymie).

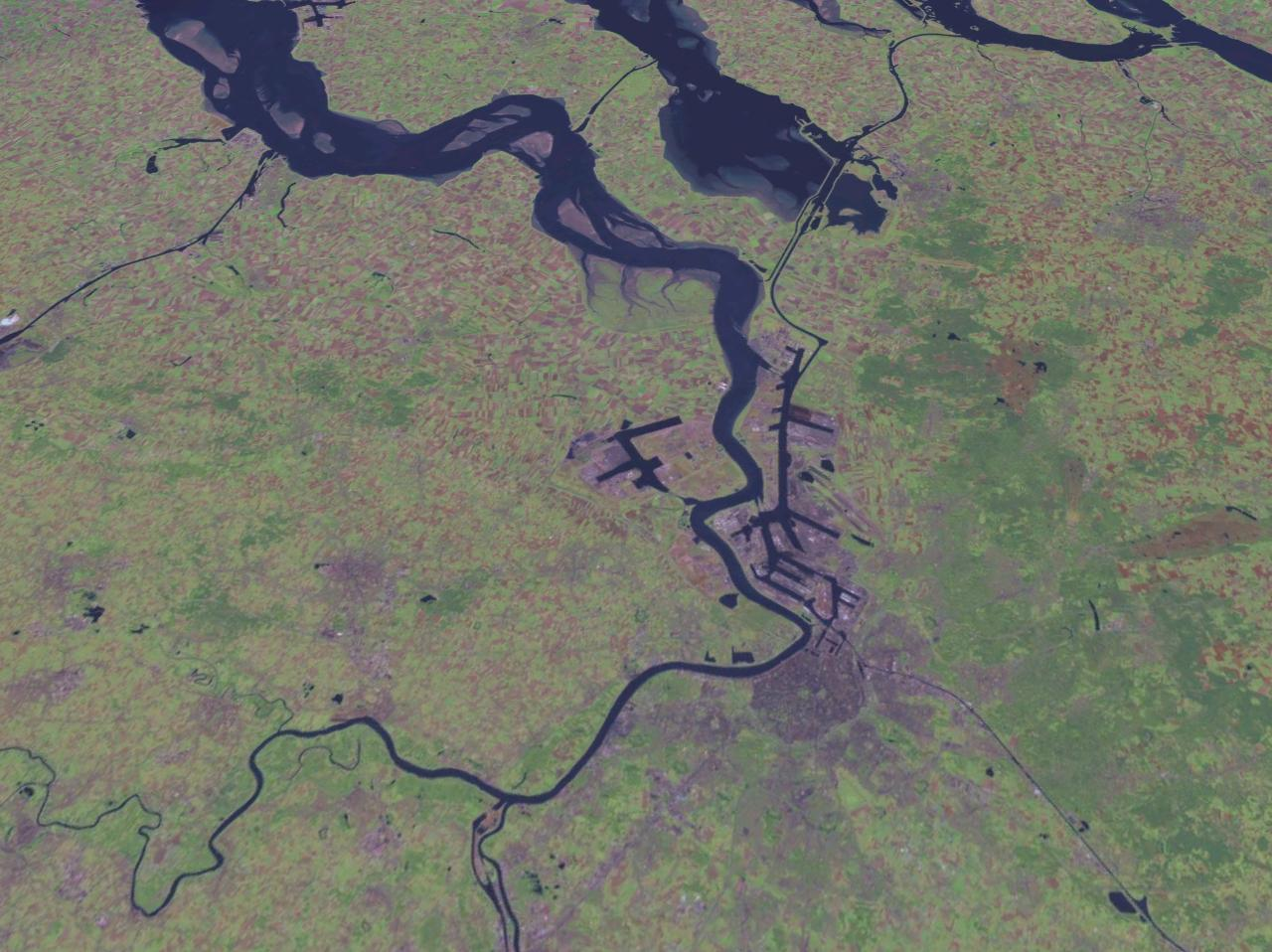
Cours inférieur de l'Escaut et estuaire. Au centre : bassins du port d'Anvers. L'affluent droit au bas de la photo est le Rupel

La Commission internationale de l'Escaut (CIE, ou Internationale Scheldecommissie en néerlandais) est une instance intergouvernementale de droit international public (également ouverte à divers observateurs et ONG), instituée en 1994 pour protéger l'Escaut, fleuve européen de 355 km de long qui traverse trois pays (France, Belgique et Pays-Bas), de la France à la Mer du Nord. Elle vise sa restauration environnementale par une « gestion durable » et « intégrée » du district international de l'Escaut, et par des mesures restauratoires devant répondre plus efficacement à la dégradation de la qualité écologique de l'Escaut et de son bassin. Elle est compétente « à partir de sa source jusqu'à son embouchure dans la mer, y compris l'Escaut maritime et l'Escaut occidental ». Elle est actuellement encadrée par le nouvel Accord international de l’Escaut (signé à Gand le 3 décembre 2002, mais entré en vigueur le 1er décembre 2005, ratifié par les parties signataires qui sont la France, la Belgique (fédérale), la Région wallonne, la Région flamande, la Région de Bruxelles-Capitale et les Pays-Bas). Elle a une personnalité juridique internationale dont les membres ont une personnalité juridique nationale (elle doit disposer dans chaque pays concerné de « la capacité juridique nécessaire à l'accomplissement de [ses] missions » » ; c'est la commission homologue de celle de la Meuse instituée par le même accord international (Escaut-Meuse), signé en France à Charleville-Mézières le 26 avril 1994.
Son siège est basé à Anvers
Parmi ses objectifs, elle coordonne l’exécution individuelle par les états et régions riverains, de leurs obligations découlant de la Directive Cadre européenne sur l’Eau, encourage la production et l'application d'un plan de gestion unique du district hydrographique international de l’Escaut (conforme à la DCE et dont la table des matières a été rédigée en 2005), la prévention et la protection contre les pollutions chroniques ou accidentelles de l'eau, les crues et les effets des sécheresses. En 2012, un nouveau « système d’avertissement et d’alerte contre les pollutions accidentelles de l’Escaut » (SAAE) permet une meilleure coordination de l'action transfrontalière contre les pollutions accidentelles de l'Escaut, mais d'importants progrès restent à faire pour atteindre le « bon état écologique ». La Commission souhaite aussi depuis 2005 au moins instituer des exercices (annuels) d'alarme (prévu par le Rapport 2005 de la CIE).

## Contexte historique et précédents juridiques
Durant la période historique, de nombreux enjeux transnationaux ont concerné l'Escaut. Il a pour cette raison fait l'objet de plusieurs accords ou traités (Acte final du Congrès de Vienne en 1815, levée en 1863 du péage autrefois imposé par les Pays-Bas pour l'accès par l'Escaut à Anvers.
Après la Seconde Guerre mondiale, la pollution de l'eau et des sédiments de l'Escaut devient flagrante et de plus en plus préoccupante, car il ne s'agit plus seulement de matière organique en suspension (source d'une sédimentation accrue et donc de coûteux curages), mais aussi de produits chimiques dangereux et non dégradables (mercure, plomb, cadmium, zinc, etc.). Ces polluants et la turbidité de l'eau dégradent aussi l'estuaire et l'environnement marin.
Certains États riverains créent en 1950 une Commission tripartite permanente des eaux polluées (Protocole du 8 avril 1950 signé par la Belgique, la France et le Grand-Duché de Luxembourg. Cette commission est inefficace ; des années 1950 à la fin du XXe siècle, la pollution de l'Escaut n'a pas cessé d'augmenter sur la plus grande partie de son cours et sur presque tous ses affluents depuis le début de la révolution industrielle, et plus encore au XXe siècle avec dans le bassin une explosion de la démographie, l'avènement d'une Agriculture industrielle souvent très intensive, grande consommatrice d'eau, d'engrais et de pesticides et avec le développement de l'industrie chimique et pharmaceutique souvent installée sur les berges de canaux ou de grands fleuves tels que l'Escaut, avec plusieurs points noirs dont en Belgique le zoning de Tertre qui concentrait de nombreuses industries très polluantes.
En 1992 la Belgique a signé la Convention d'Helsinki du 17 mars 1992 sur la protection et l'utilisation des cours d'eau transfrontières et des lacs internationaux, ce qui la prépare à signer un accord international sur l'Escaut

## Histoire
Dans les années 1980-1990, la montée en puissance du droit européen de l'environnement encourage aussi les pays, voire les régions concernées à agir conjointement et de manière transfrontière.
Le 26 avril 1994, à la suite de négociations entamées à Paris les 6 et 7 décembre 1993 et conclues à Namur en mars 1994, advient la signature des Accords de Charleville-Mézières, qui - après ratification - encadrent le fonctionnement d'une  Commission internationale de l'Escaut. L'Allemagne et le Grand-Duché de Luxembourg, sans être signataires ont été observateurs officiels de la préparation des accords de Charleville-Mézières et ils restent libres d'y adhérer
Ces deux « accords » internationaux visaient respectivement la protection des eaux de la Meuse et celle de l'Escaut. Ils devaient mettre fin aux différends pouvant opposer la France, la Belgique et les Pays-Bas quant à l'utilisation de l'eau de ces bassins. Il encourageait des efforts coordonnés de dépollution de l'eau et des sédiments (chaque pays polluant l'Escaut ou le rendant plus turbide reporte sur le pays situé en aval les coûts de curage et les coûts en santé environnementale.

Ils ont cependant déçu certains juristes et les ONG environnementales car moins ambitieux que le contenu des projets d'accords antérieurement proposés ou défendus. 
Ce peu d'ambition pourrait notamment résulter - selon une analyse juridique du juriste Joe Verhoeven - de l'interruption de la France et des régions autonomes de Belgique dans le jeu traditionnellement hollando-belge des relations de négociations (ces deux pays avaient un intérêt réciproque à s'entendre : au XXe siècle, la Belgique avait besoin des Pays-Bas car ils contrôlaient l'accès du port d'Anvers à la mer du Nord et les Pays-Bas avaient besoin de la Meuse qui traverse la Belgique comme première source d'eau potable.
La Révision constitutionnelle du 23 juillet 1993 a donné aux régions autonomes belges le droit de conclure des traités de droit international public avec d'autres États ou parties, ce qui a renforce la divergence d'intérêts entre Wallons et Flamands quant à l'usage des eaux de la Meuse qui avait motivé l'aide des Pays-Bas au développement de Rotterdam.
En 1996, pour pouvoir comparer les résultats des parties membres de la Commission Internationale de l’Escaut, ces dernières ont décidé de mettre en œuvre un Réseau de Mesures Homogène (protocoles et période identiques d'échantillonnage de l'eau effectifs depuis 1998 pour 35 paramètres physicochimiques d'intérêt biologique et écotoxicologique mesurés sur 14 points de mesure répartis le long de l’Escaut : 9 points « eau douce » d’Eswars à Termonde ; 1 point, Hemiksem, à salinité fluctuante puis 4 points « eau salée » de Schaar van Ouden Doel à Flessingue).
En 2010 selon la CIE « Après avoir poursuivi une certaine amélioration, résultante des efforts entrepris par chacune des régions traversées, la qualité des eaux de l’Escaut semble avoir atteint une certaine stabilité. Néanmoins des dépassements des seuils (normes de qualité européennes) sont encore observés. La situation est toujours fragile ».

## Contenu des accords

### Accord de 1994
Il concerne le fleuve de la source à l'estuaire, et tout son bassin versant. Il concerne aussi explicitement  « tous les canaux se jetant directement ou indirectement dans [le] fleuve », ce qui lui donne une large portée géographique.
Il se base sur une perspective de « gestion intégrée » du bassin versant (mais chaque État restant seul responsable de la gestion de son territoire) et de développement durable (et non « soutenable ») sur 4 principes (formulés par convention d'Helsinki du 17 mars 1992), mais qu'il édulcore pour partie selon Verhoeven (1997) :
1. « le principe de précaution en vertu duquel la mise en œuvre de  mesures destinées à éviter que le rejet de substances dangereuses puisse avoir un impact transfrontière significatif, n'est pas différée au motif que la recherche scientifique n'a pas pleinement démontré l'existence d'un lien de causalité entre l'un et l'autre »;
2. « le principe de prévention » imposant le recours à « des technologies propres » ;
3. « le principe de maîtrise et de réduction par priorité à la source de la pollution », en utilisant « les meilleures technologies disponibles et les meilleures pratiques environnementales » pour de réduire « les rejets ponctuels et diffus de substances dangereuses » ;
4. « le principe du pollueur-payeur, en vertu duquel les coûts des mesures de prévention, de maîtrise et de réduction de la pollution sont à la charge du pollueur »

L'accord a cependant perdu une partie de sa substance au cours des négociations :
- il ne mentionnent plus les eaux souterraines (ce qui était pourtant prévu par les premiers projets d'accord) ;
- ils ne concernent pas les matières nucléaires qui relèvent en Belgique des compétences de l'État fédéral et non des régions, dans le cadre du traité Euratom
- ils engagent bien les États à œuvrer pour la qualité de l'eau, mais d'une manière modérée par l'utilisation (ambiguë et de précaution) d'expressions telles que « dans des conditions économiques acceptables » (et en prévenant toute « distorsions de concurrence » et « dans mesure du possible... »[16] de la qualité de l'« écosystème aquatique ») ; ils ne parlent plus de quantité d'eau. Ceci est du aux vives protestations faites par la Wallonie « contre le projet hollando-belge de 1975 relatif à la Meuse qui obligeait la Belgique à garantir un débit minimum en période d'étiage, ce qui impliquait la construction d'importants barrages en Région wallonne »[9].
- les mesures encouragées par le traité ne sont pas nécessairement uniformes ou coordonnées ni de même niveau de cohérence écologique, mais pour prévenir les distorsions de concurrence, les parties signataires doivent « agi[r] de manière comparable sur tout le bassin versant »[17], ce qui risquait de niveler par le bas les exigences de qualité et quantité de mesures restauratoires. Un article permet toutefois aux parties le souhaitant de prendre « individuellement ou conjointement » des mesures plus rigoureuses[18] et a minima les mesures imposées par le cadre européen pour l'eau[19], qui fixera rapidement des objectifs de « bon état écologique » pour toute l'Europe, qui impliquent aussi une gestion des masses d'eau, appuyée sur des objectifs qualitatifs, mais aussi quantitatifs), mais la date butoir de 2015 et l'objectif de qualité ne sera sans doute pas atteint dans une bonne partie du bassin de l'Escaut ;

### Nouvel accord international sur l'Escaut
Signé à Gand, le 3 décembre 2002 (avec des Annexes), il abroge et remplace, dès son entrée en vigueur (le 1er décembre 2005), l'Accord précédent de Charleville-Mézières en donnant plus de poids aux Régions concernées (hormis pour le Nord-Pas-de-Calais qui dans le contexte de la décentralisation française n'a pas encore le pouvoir de signer un traité international.
Il reconnait une certaine urgence écologique à agir ; évoque les « fonctions et utilisations écologiques, économiques et sociales essentielles » et vise à renforcer la coopération transfrontalière existante à l’échelle du district hydrographique en application de la Directive 2000/60/CE, « en tenant compte de la valeur de ses eaux, rives, zones rivulaires et eaux côtières » pour une gestion durable de l’eau et du fleuve et de son bassin en tenant compte de « la multifonctionnalité de ses eaux » (« Conscients que la protection de l'Escaut est également indispensable afin de préserver et d'améliorer l'écosystème de la mer du Nord »), avec une « coordination multilatérale, bilatérale ou nationale ». Il se réfère aussi à la « Convention sur la protection de l'environnement marin de l'Atlantique du Nord-Est », signée à Paris le 22 septembre 1992, et à la Déclaration ministérielle de Liège du 30 novembre 2001, se donnant comme objectif explicite d’aussi « atténuer les effets des inondations et des sécheresses ». Parmi les nouveaux objectifs figurent : « Produire un seul plan de gestion pour le district hydrographique international de l'Escaut conformément à la Directive-cadre sur l'eau » ;

En tant que telle, la commission n’a pas de pouvoirs sur l'aménagement du bassin ou la police de l'eau ; elle émet des avis ou recommandations pour aider les parties à prendre des mesures sur leur territoire pour plus efficacement surveiller, avertir et alerter relativement aux phénomènes de pollution, crues ou sécheresses ou détournement de l’eau, pour améliorer la population et la circulation des poissons. Le traité les invite à mieux échanger, notamment sur les meilleures techniques et pratiques et sur « les projets qui sont soumis à une étude d'impact ou d'incidence et qui peuvent avoir un effet transfrontalier significatif, en tenant compte de la législation en vigueur sur le territoire des Parties Contractantes ». Il invite aussi les parties à coordonner leurs efforts, notamment  « tant que de besoin leur politique relative à la gestion des sédiments et limitent dans la mesure du possible le déversement et le reversement de boues de dragage polluées dans les eaux, ainsi que leur déplacement vers l'aval ». Il encourage aussi la recherche scientifique ad hoc et à « coopérer, quand cela s'avère nécessaire, avec d'autres Commissions internationales ou organisations qui accomplissent des tâches comparables pour d'autres districts hydrographiques ».

## Définitions juridiques
Pour la commission et selon les accords internationaux concernant l'Escaut :
- Le « Bassin hydrographique de l'Escaut » sont les  « territoires dont les eaux de ruissellement s'écoulent à travers les affluents de l'Escaut et l'Escaut même vers la mer du Nord » ;

- le « District hydrographique international de l'Escaut » est la zone terrestre et maritime fixée par les Parties Contractantes en vertu de la Directive-cadre sur l'eau qui comporte le bassin hydrographique de l'Escaut, les bassins hydrographiques associés et les eaux souterraines et côtières qui leur sont associées. Il est représenté par une carte indicative annexée à l'accord de 2002 et présente une surface et des masses d'eau plus importantes que le seul bassin versant. La France y tient une place importante, bien que le cours du fleuve lui-même y soit relativement court[1].

...et « complémentairement », précise l'accord de 2002 : « les définitions de la Directive-cadre sur l'eau sont applicables ».

## Gouvernance

### Composition et fonctionnement de la Commission
1. « La Commission est composée de délégations des Parties Contractantes. Chaque Partie Contractante désigne ses délégués, dont un chef de délégation »[1] ;
2. « La présidence de la Commission est exercée à tour de rôle par chaque Partie Contractante pour une durée fixée par le Règlement intérieur et financier prévu au paragraphe 8 du présent article. La Partie Contractante qui exerce la présidence désigne l'un des membres de sa délégation en qualité de Président de la Commission. Le Président n'intervient pas en tant que porte-parole de sa délégation au cours des séances de la Commission » ;
3. « La Commission se réunit une fois par an sur convocation de son Président. Elle se réunit, en outre, à la demande d'au moins deux délégations. La Commission peut tenir certaines de ses réunions au niveau ministériel »[1] ;
4. « La Commission formule ses avis ou recommandations et prend ses décisions à l'unanimité. Le Règlement intérieur et financier ainsi que le budget de la Commission sont adoptés en présence de toutes les délégations. Chaque délégation dispose d'une voix. L'absence d'une délégation ayant le droit de vote vaut abstention. L'abstention d'une seule délégation ne fait pas obstacle à l'unanimité. 
Les délégations respectives du Royaume de Belgique et des Régions belges disposent du droit de vote pour les décisions concernant leurs compétences propres en vertu de la Constitution et de la législation belges »[1] ;
5. « Les langues de travail de la Commission sont le français et le néerlandais »[1] ;
6. « La Commission dispose d'un secrétariat permanent installé à Anvers pour l'assister dans ses tâches. La Commission décide du recrutement et du licenciement du personnel du secrétariat. À cette fin des règles sont fixées dans le Règlement intérieur et financier »[1];
7. « Afin de s'acquitter des missions qui lui sont confiées en vertu du présent Accord, la Commission possède la personnalité juridique. Elle jouit, sur le territoire de chacune des Parties Contractantes, de la capacité juridique nécessaire à l'accomplissement de ses missions. La Commission est représentée par son Président »[1] ;
8. « Pour organiser ses activités, la Commission établit son Règlement intérieur et financier. Ce Règlement doit prévoir une procédure écrite pour la prise de décision, sans préjudice des principes énoncés au paragraphe 4 du présent article »[1].

### Rôle des observateurs; coopération avec des tiers
1. « La Commission peut reconnaître en qualité d'observateur et à leur demande :
 a)  La Communauté européenne ;
b)  Des organisations intergouvernementales dont les activités sont liées au présent Accord ; 
c)  Des organisations non gouvernementales pour autant qu'il y ait des points communs avec leurs intérêts ou tâches ; 
d)  Tout Etat qui n'est pas Partie Contractante au présent Accord et qui marque un intérêt pour les travaux de la Commission »[1] ;
2. « Les observateurs peuvent participer aux réunions de la Commission sans pour autant disposer d'un droit de vote et peuvent transmettre à la Commission toute information, tout rapport ou toute opinion, relatifs à l'objet du présent Accord »[1] ;
3. « La Commission échange des informations avec les observateurs. En particulier, elle entend les observateurs s'il s'agit d'avis, recommandations ou décisions qu'elle estime importants pour ces derniers, et elle les informe des avis ou recommandations émis et des décisions prises »[1] ;
4. « La Commission organise en son sein la collaboration avec les observateurs. 
Les modalités de cette collaboration ainsi que les conditions requises à l'admission et à la participation à cette collaboration sont fixées dans le Règlement intérieur et financier »[1] ;
5. « La Commission peut décider de se faire assister par des experts et les inviter à ses réunions »[1].

## Problèmes à résoudre
Pour répondre au traité et à la directive-cadre sur l'eau (qui vise le bon état écologique du bassin pour 2015), les parties signataires doivent faire face à :
- diverses dégradations de la dynamique fluviale, du continuum fluvial, des compartiments sous-fluviaux et des nappes phréatiques associées à l'Escaut et à ses affluents ;
- La gestion de l'eau de manière générale (pompages d'irrigation ou autres détournement de l'eau) ;
- La gestion des boues de curage (souvent polluées) et des terrains de dépôts ;
- la gestion des séquelles de guerre ;
- la gestion des espèces invasives et introduites susceptibles de l'être, cause importante de régression de la biodiversité
- la gestion des conséquences de la dégradation des zones humides (inondations/sécheresses exacerbées, pollution accrue par les nitrates et phosphates et pesticides...) ;
- la gestion d'une progressive montée des océans et des changements de pluviométrie attendus dans le cadre des changements climatiques (« potamologie ») ;
- la gestion de problèmes émergents tels que la dispersion dans l'environnement de catalyseurs automobiles, perturbateurs endocriniens...), transgènes, etc.
- Augmentation du risque de pollution lié au dérèglement climatique (les prospectivistes craignent une augmentation de la pluviométrie hivernale et des sècheresses estivales) et aux constructions en zone inondable ou de risques de pénétrations marines.

## Contexte européen
Les parties signataires de l'Accord peuvent pour cela aussi s'appuyer sur la directive-cadre sur l'eau et du droit de l'environnement qui a évolué plus rapidement et de manière plus ambitieuse que le droit national de la plupart des États-membres.
L'Escaut en tant qu'axe nord-sud pourrait potentiellement devenir un corridor biologique d'intérêt majeur dans le réseau écologique paneuropéen, voire aussi - grâce à son axe globalement nord-sud - jouer un rôle de « corridor climatique ».
La démarche « EcoPort » peut aussi contribuer à limiter les impacts négatifs des ports de l'Escaut et des ports d'eau douce du bassin fluvial.

### Belgique
Comme prévu par le traité, ce pays accueille le secrétariat de la CIE (à Anvers)

### France
Un schéma d'aménagement et de gestion des eaux de l'Escaut est en cours de préparation.
Des réflexions sont également menées au niveau international avec l'ONG Escaut-Vivant, la commission internationale de l'Escaut, l'Agence de l'eau et d'autres acteurs, pour mieux connaitre et protéger le fleuve et ses aquifères transfrontaliers non mentionnés par l'accord, mais dont le bassin versant du fleuve dépend (qualitativement et quantitativement).
La Commission peut s'appuyer sur la Délégation de bassin Artois-Picardie, de la direction régionale de l'environnement, de l'aménagement et du logement (DREAL) Hauts-de-France, l'Agence de l'eau Artois-Picardie, la police française de l'eau, la Trame verte et bleue de la région Nord-Pas-de-Calais.
Une association de préfiguration d'un GEIE international « Escaut Vivant-Levende Schelde » a été initiée en 1994 à Lille par l'eurorégion et des ONG pour encourager une gestion intégrée du fleuve à échelle du bassin versant. Via sa charte, Escaut Vivant vise à encourager sur tout le bassin versant de l'Escaut, une gestion intégrée de l'eau, la réhabilitation fonctionnelle de ses milieux naturels, humides et associés (et en particulier les « délaissés » de l'Escaut, encore appelés bras-mort ou « coupure »), tout en valorisant ses fonctions de transport et de loisirs, et ceci dans la durée via l'information, la sensibilisation et une restructuration globale du bassin versant appuyée sur les principes du développement durable.
Escaut sans frontières-Grenzeloze Schelde, une association internationale, mène depuis 1992 des actions dans cinq régions du bassin versant de l'Escaut, à savoir le Nord-Pas-de-Calais en France, la Wallonie, la Flandre et Bruxelles en Belgique et la Zélande aux Pays-Bas. Escaut sans frontières a pour objet de s'engager via une collaboration transfrontalière pour une amélioration et une restauration de l'écosystème des rivières et des canaux du bassin versant de l'Escaut. Pour atteindre ce but, l'association promeut la collecte et l'échange de données, l'organisation d'actions communes, d'activités informatives, de sensibilisation et d'éducation et l'intervention auprès des autorités compétentes.

### Pays-Bas
Un plan Delta concentre une grande partie des budgets néerlandais consacrés à l'Escaut, pour construire une série de barrages et mesures de protection des polders et de la population exposée aux inondations et à la montée de l'océan.

## Financements
La commission est financée par les parties signataires de l'accord, à hauteur de la proportion de leur territoire dans le district international de l'Escaut. Des crédits interreg ont financé le projet-pilote Scaldit (démarré le 1er janvier 2003) qui s'est prolongé sous l'égide de la CIE .